# Apatura oberthuri
Apatura oberthuri är en fjärilsart som beskrevs av Le Moult 1947. Apatura oberthuri ingår i släktet Apatura och familjen praktfjärilar. Inga underarter finns listade i Catalogue of Life.